# Łącznica (kolej)
Łącznica – linia kolejowa łącząca dwie inne linie kolejowe z pominięciem stacji węzłowej.

Przykład rozmieszczenia łącznic wokół czterokierunkowej stacji węzłowej – łącznice zaznaczone na niebiesko